# Gugu Mbatha-Raw
Gugulethu Sophia Mbatha Embaixador(a) da boa vontade da ACNUR (nascida em 21 de abril de 1983), conhecida como Gugu Mbatha-Raw (pronuncia-se /ˈɡuːɡuː əmˈbɑːtə rɔː/), é uma atriz britânica de cinema e teatro.
O sucesso de Mbatha-Raw veio com o drama britânico de época Belle (2013), pelo qual ela ganhou o Prêmio BIFA de Melhor Atriz, e o drama romântico Beyond the Lights (2014). Sua atuação principal como personagem titular da peça de Jessica Swale, Nell Gwynn, de 2015, rendeu-lhe uma indicação para o Evening Standard Theatre Award de Melhor Atriz. Seu papel principal em "San Junipero", um episódio da terceira temporada da série de antologia Black Mirror, foi elogiado pela crítica. Sua carreira progrediu com papéis nos filmes Miss Sloane (2016), Beauty and the Beast (2017), Misbehavior (2020) e a série dramática Apple TV+ The Morning Show (2019).

## Filmografia

### Filmes
| Ano  | Título                  | Papel                | Notas |
| ---- | ----------------------- | -------------------- | ----- |
| 2007 | Straightheads           | Young PA             |       |
| 2011 | Larry Crowne            | Talia                |       |
| 2012 | Odd Thomas              | Viola Peabody        |       |
| 2013 | Belle                   | Dido Elizabeth Belle |       |
| 2014 | Beyond the Lights       | Noni Jean            |       |
| 2015 | Jupiter Ascending       | Famulus              |       |
| 2015 | Concussion              | Prema Mutiso         |       |
| 2016 | Free State of Jones     | Rachel Knight        |       |
| 2016 | The Whole Truth         | Janelle Brady        |       |
| 2016 | Miss Sloane             | Esme Manucharian     |       |
| 2017 | Beauty and the Beast    | Plumette             |       |
| 2018 | The Cloverfield Paradox | Ava Hamilton         |       |
| 2018 | Irreplaceable You       | Abbie                |       |
| 2018 | A Wrinkle in Time       | Kate Murry           |       |
| 2018 | Fast Color              | Ruth                 |       |
| 2018 | Farming                 | Ms Dapo              |       |
| 2019 | Motherless Brooklyn     | Laura Rose           |       |
| 2020 | Come Away               | Adult Alice          |       |
| 2020 | Misbehaviour            | Jennifer Hosten      |       |
| 2020 | Summerland              | Vera                 |       |

### Televisão
| Ano        | Título                              | Papel             | Notas                                        |
| ---------- | ----------------------------------- | ----------------- | -------------------------------------------- |
| 2004       | Holby City                          | Collette Hill     | Episódio: "Overload"                         |
| 2005       | Walk Away and I Stumble             | Nurse             | Filme televisivo                             |
| 2006       | Vital Signs                         | Eve               | 5 episódios                                  |
| 2006       | Bad Girls                           | Fidelity Saunders | 2 episódios                                  |
| 2006       | Spooks                              | Jenny             | 9 episódios                                  |
| 2007       | Doctor Who                          | Tish Jones        | 4 episódios                                  |
| 2007       | Agatha Christie's Marple            | Tina Argyle       | Episódio: "Ordeal by Innocence"              |
| 2008       | Lost in Austen                      | Piranha           | 2 episódios                                  |
| 2008       | Bonekickers                         | Viv Davis         | 6 episódios                                  |
| 2008       | Trial & Retribution                 | Jenny Miller      | Episódio: "The Box: Part 1"                  |
| 2009       | Fallout                             | Shanice Roberts   | Filme televisivo                             |
| 2010       | Undercovers                         | Samantha Bloom    | Papel principal; 13 episódios                |
| 2012       | Touch                               | Clea Hopkins      | Papel principal, 13 episódios (1ª temporada) |
| 2016, 2019 | Easy                                | Sophie            | Episódio: "Chemistry Read", "She's Back"     |
| 2016       | Black Mirror                        | Kelly             | Episode: "San Junipero"                      |
| 2019       | The Morning Show                    | Hannah Shoenfeld  | Papel principal, 10 episódios                |
| 2019       | The Dark Crystal: Age of Resistance | Seladon (voz)     | 9 episódios                                  |
| 2021       | Loki                                | Ravonna Renslayer | 6 episódios                                  |

## Teatro
| Papel   | Título               | Papel                              | Teatro                       | Notas                      |
| ------- | -------------------- | ---------------------------------- | ---------------------------- | -------------------------- |
| 1999    | Into the Woods       | Cinderella's Mother (u/s Rapunzel) | National Youth Music Theatre |                            |
| 2005    | Antony and Cleopatra | Iras/Octavia                       | Royal Exchange in Manchester |                            |
| 2005    | Romeu e Julieta      | Julieta Capulet                    | Royal Exchange in Manchester | Ao lado de Andrew Garfield |
| 2008    | Gethsemane           | Monique                            | National Theatre             |                            |
| 2009–10 | Hamlet               | Ophelia                            | Donmar West End and Broadway | Ao lado de Jude Law        |
| 2015    | Nell Gwynn           | Nell Gwynn                         | Shakespeare's Globe          |                            |